# Улица Забелина
У́лица Забе́лина — улица в центре Москвы в Басманном районе между улицей Солянкой и Старосадским переулком.

## История названий
На плане 1631 года — Иконный переулок.
До 1961 года — Большой Ивановский переулок, по находящемуся здесь Ивановскому монастырю.
В 1961 году переименована с изменением статусной части с переулка на улицу в честь выдающегося русского историка Ивана Егоровича Забелина, автора ряда книг об истории Москвы: личная библиотека Забелина была передана в Государственную историческую библиотеку, находящуюся в соседнем Старосадском переулке. Ранее (с 1910 по 1961 год) имя Забелина носила другая московская улица — Кремлёвский проезд у Исторического музея, одним из основателей и первым директором которого был Забелин.

## Описание

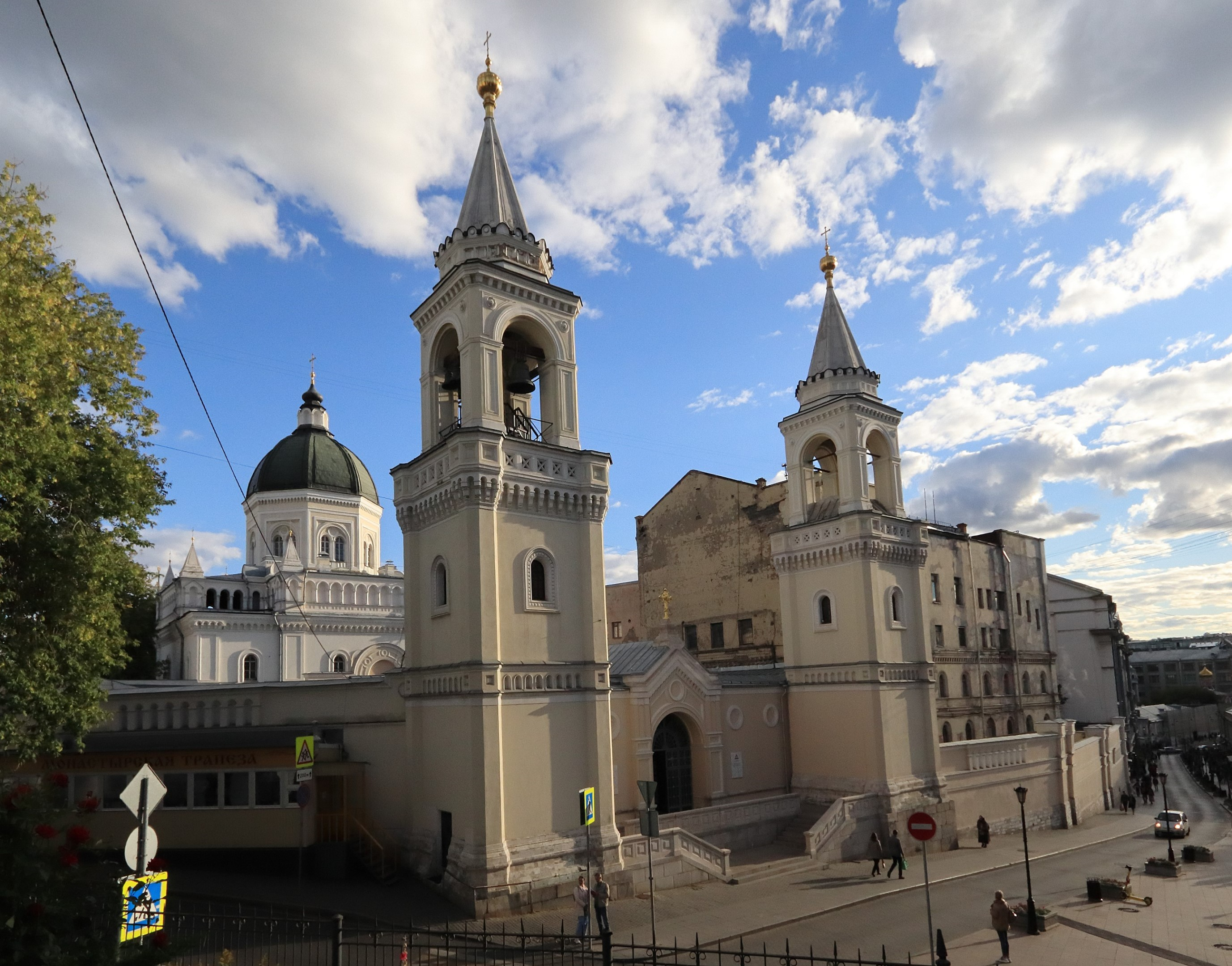
Ивановский монастырь, 2022 г.

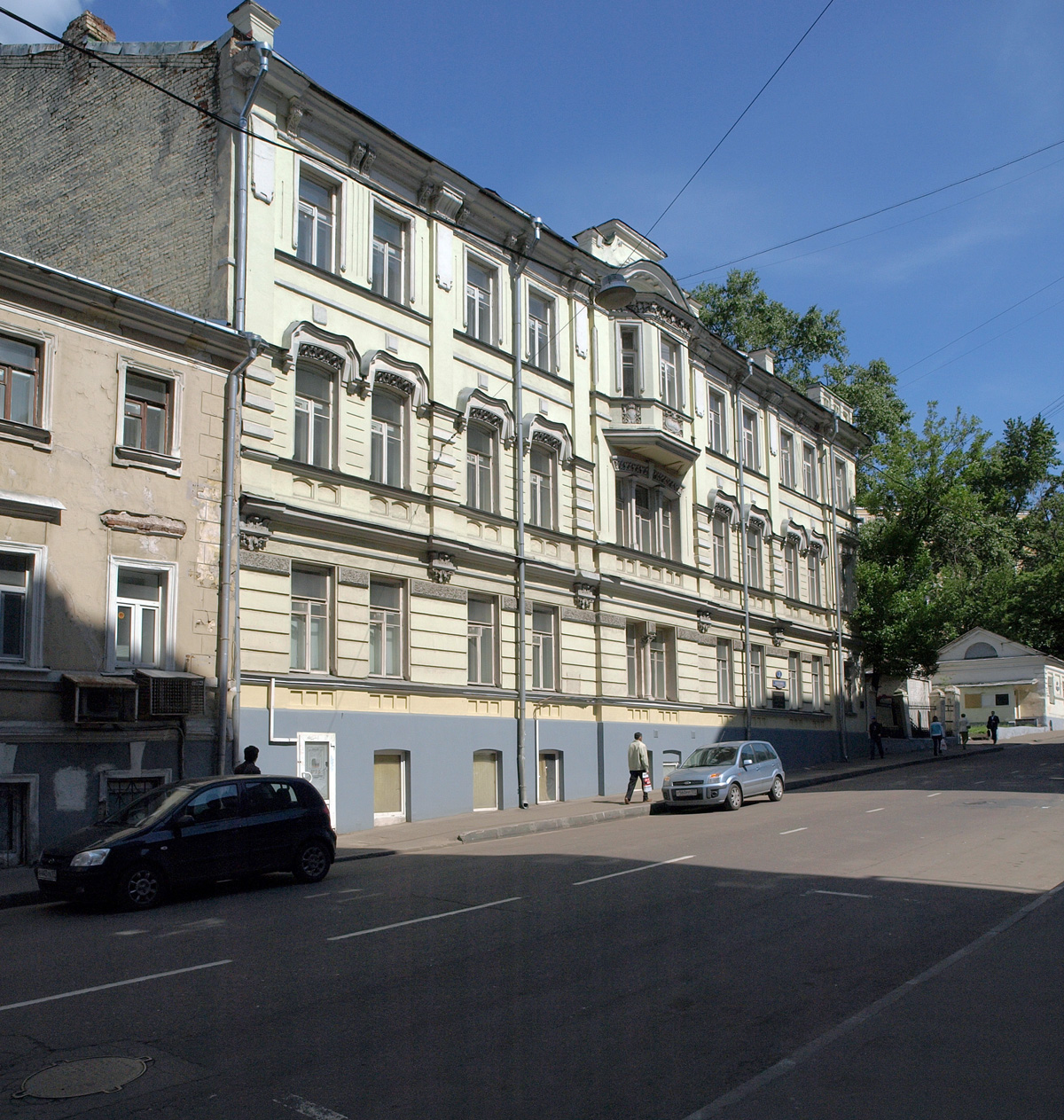
Улица Забелина от Солянки до расширения пешеходного прохода, 2009 г.

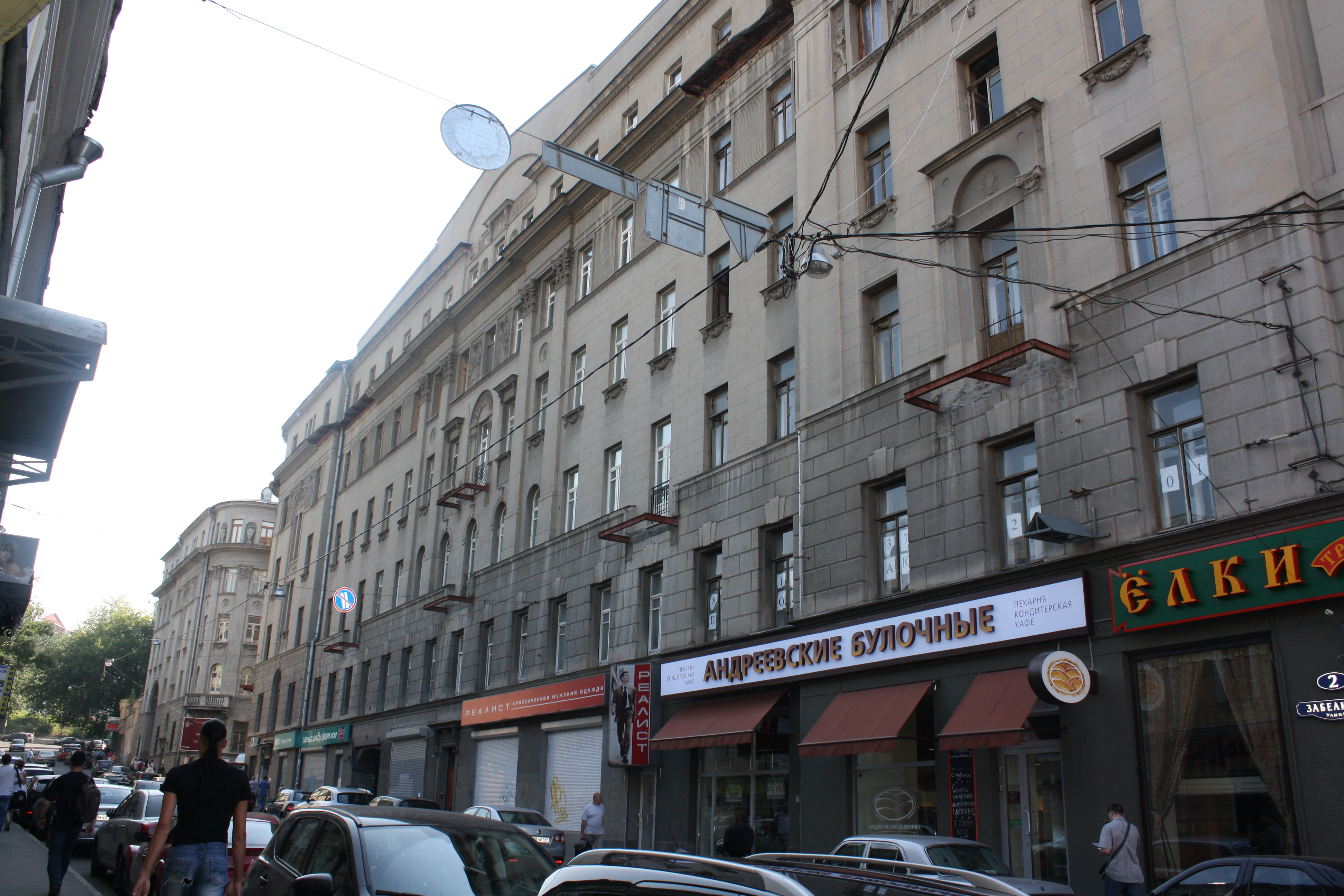
Улица Забелина от Солянки, 2010 г.

Улица Забелина начинается от Солянки как продолжение Солянского проезда, проходит на северо-восток до Старосадского и Малого Ивановского переулков.
В 2014—2015 годах проезжая часть сужена до одной полосы.

## Здания и сооружения
По нечётной стороне:

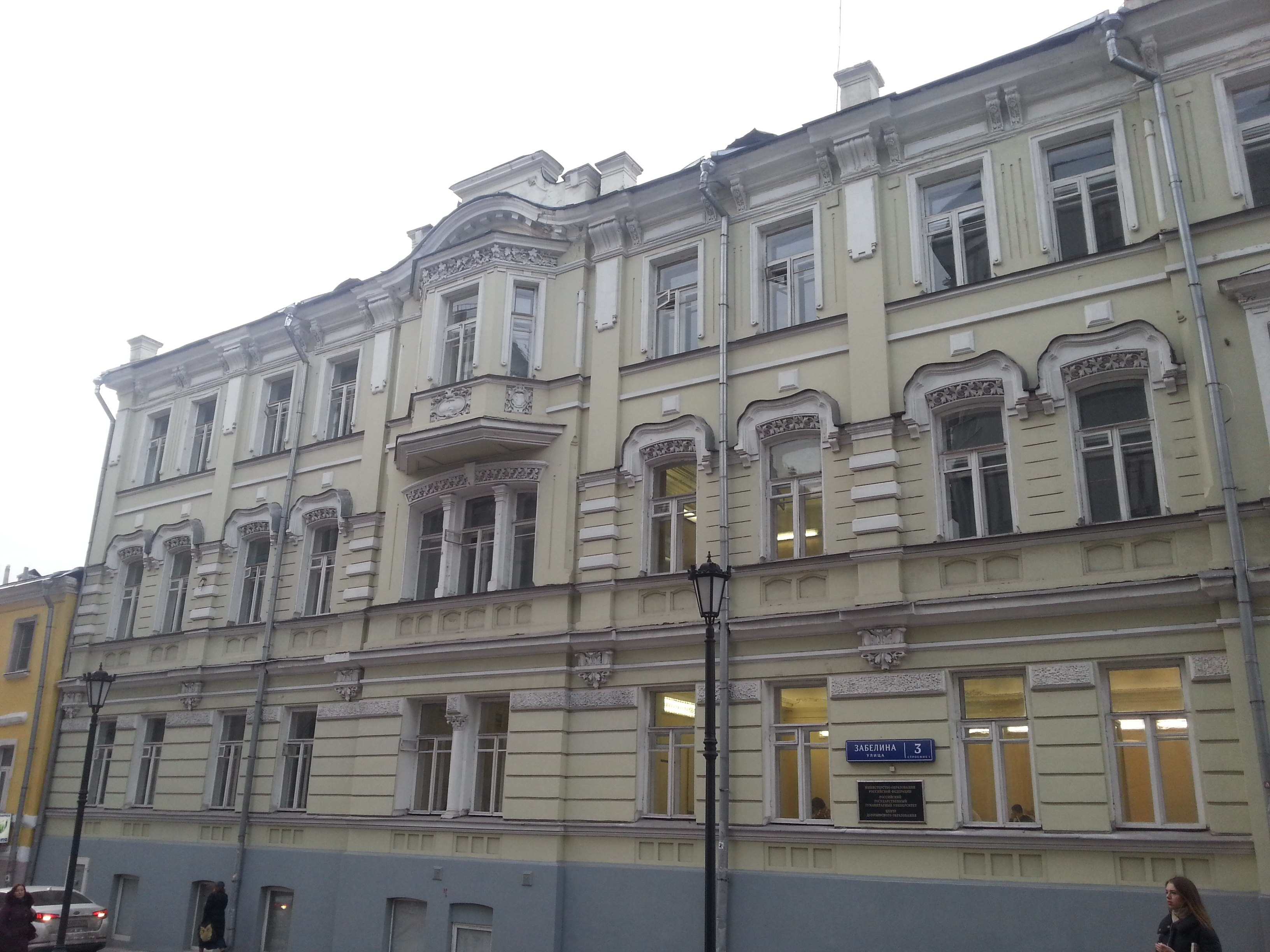
Доходный дом Сумароковых (д.3 стр.1), позже — здание центра довузовской подготовки РГГУ. 2015 год

- № 1 — просветительская организация «Родительский дом» АНО;
- № 1/9 — галерея «Экспо-88»;
- № 3 — Городская усадьба Н. А. Сумарокова — Н. А. Тюляевой, объект культурного наследия регионального значения:
  - № 3, стр. 1 — Доходный дом (1900, архитектор С. Ф. Воскресенский);
  - № 3, стр. 2 — Главный дом (Палаты Сумароковых) (XVII в.; XVIII в.; 1860-е гг., архитекторы В. Я. Яковлев, С. А. Карин);
  - № 3, стр. 8 — Флигель (сторожка) (конец XIX в.).
    - В сквере около дома — памятник Осипу Мандельштаму. С 2018 года сквер носит имя Мандельштама[1].

По чётной стороне:
- № 2/1 стр.1 — Доходный дом Московского купеческого общества (1911-1915, архитекторы В. В. Шервуд, И. А. Герман и А. Е. Сергеев). Выявленный Объект культурного наследия[2].
- № 2/1 стр.2 — Старинный дом 1914 года постройки.[3]
- Галерея на Солянке[4].
- № 4 стр.1-5 Ансамбль Ивановского монастыря. Объект культурного наследия Федерального значения[2].

## Транспорт
Движение по улице — одностороннее, от Солянского проезда наверх, к поворотам налево на Старосадский переулок и направо на Малый Ивановский переулок.
Ближайшая станция метро:  Китай-город.

## В искусстве
- Здесь в 1999 году была снята сцена для фильма «Брат 2» (эпизод автомобильной погони, после которой Данила с братом заезжают в проулок, и брат Данилы расстреливает машину неприятелей из пулемёта во дворе дома 1/2 стр. 2 по улице Солянка).